# Molecular Phylogenetics and Evolution
Molecular Phylogenetics and Evolution (abrégé en Mol. Phylogenetics Evol.) est une revue évaluée par les pairs publiée par Elsevier et dédiée à la biologie évolutive et à la phylogénie. 
Elle possède un facteur d'impact de 4,286 en 2020.
Le journal se concentre sur le domaine de la biologie évolutive, et s'intéresse spécifiquement à des notions de phylogénie, d'écologie, de biologie comportementale, de génétique et de biologie moléculaire.